# Hemiteles nigricans
Hemiteles nigricans är en stekelart som beskrevs av Léon Abel Provancher 1882. Hemiteles nigricans ingår i släktet Hemiteles och familjen brokparasitsteklar. Inga underarter finns listade i Catalogue of Life.